# Здолбунов
Здолбу́нов (укр. Здолбу́нів) — город в Ровненском районе Ровненской области Украины. Административный центр Здолбуновской городской общины. Один из древнейших городов Ровненской области. В городе находится важный железнодорожный узел Западной Украины.

## География
Город стоит на реке Устье — правом притоке Горыни, впадающей в Припять, в свою очередь являющейся правым притоком одной из самых больших рек Европы — реки Днепр. Расположен в 12-ти километрах к югу от областного центра — Ровно.
Через город проходит автострада Староконстантинов-Острог-Здолбунов-Ровно-Сарны-Житковичи (Беларусь). Расстояние от Здолбунова до областного центра — города Ровно — 12 км, до Луцка — 98 км, до Львова — 219 км, до столицы Украины — Киева — 342 км.

## История
Первое упоминание села Долбунив встречается в историческом документе 1497 года, согласно которому Великий князь литовский Александр дарит князю Константину Острожскому вместе с другими населёнными пунктами и село Долбунов.
Позднее, начиная с 1629 года, село упоминается в исторических документах как Здолбунов.
В ходе восстания Хмельницкого в районе Здолбунова происходили крестьянские выступления против местных феодалов. После воссоединения Правобережной Украины с Русским государством с 1654 года Здолбунов — в составе Русского централизованного государства.
С 1796 года, после реформы Екатерины II — в составе Волынской губернии Российской империи.
В июне 1873 года закончено строительство железной дороги Киев-Брест, которая пролегла через Здолбунов. Впоследствии, когда были проложены ветки, соединившие Здолбунов с городами Радивиловом и Сарнами, при узловой станции было организовано паровозное депо. В 1877 году в Здолбунове было открыто одноклассное железнодорожное училище, через десять лет преобразованное в двухклассное.
Высокое качество здешнего мела и его использования как основного сырья для производства цемента создало предпосылки для создания здесь цементного завода, основанного в 1884 году.
В 1903 году село Здолбуново отнесёно к категории заштатных городов, получило статус города. На центральной улице, которая начиналась от железнодорожного вокзала, проложили тротуар, установили столбы с фонарями, имеющими газовое освещение.
В годы Первой мировой войны на территории Волынской губернии проходил Юго-Западный фронт. Под давлением превосходящих сил войск буржуазно-помещичьей Польши Красная Армия в августе 1919 года оставила Здолбунов.
В ходе советско-польской войны 1919—1921 годов город был занят польскими войсками и в соответствии с условиями Рижского мира вошёл в состав Польши.
Советский период
После присоединения Западной Украины в результате Польского похода Красной Армии в сентябре 1939 года, Здолбунов, как и многие города и сёла — вся территория и население Западной Украины, вошли в состав СССР.
10 октября 1939 года здесь началось издание местной газеты.
Перед началом Великой Отечественной войны Здолбунов являлся важным железнодорожным узлом — местом пересечения трёх железнодорожных линий из Киева, Львова и Ковеля. Здесь действовали предприятия по обслуживанию железнодорожного транспорта (паровозное депо, маневровый парк, вокзал и др.), крупный цементный завод, несколько кирпичных заводов.
1 июля 1941 года в Здолбунов ворвались танки войск Вермахта, город был оккупирован немецкими войсками, в нём была установлена власть под немецкой администрацией Рейхскомиссариата Украины и он стал важным перевалочным центром снабжения немецких войск.
В период германской оккупации 1941—1944 гг. в Здолбунове действовала советская подпольная организация, руководителем которой являлся Д. М. Красноголовец, осенью 1942 года городское подполье установило связь с партизанским отрядом Д. Н. Медведева. 26 апреля 1943 года был утверждён план действий партизан на весенне-летний период 1943 года, который предусматривал парализовать работу 26 крупнейших железнодорожных узлов в тылу немецкой группы армий «Юг» (одним из которых был Здолбуновский железнодорожный узел).
Многие жители Здолбунова еврейского происхождения погибли в Холокосте. В конце 1943 года город стал убежищем для поляков, спасавшихся от Волынской резни. Благодаря защите немецкой администрации УПА не напала на город. 3 февраля 1944 года в Здолбунов вошла Советская армия.
В советский период (1944—1991) — на протяжении четырёх с половиной десятилетий — город Здолбунов динамично развивался на основе социалистической экономики, комплексно, соответственно своему статусу районного центра Ровенской области. В эти годы были построены Ново-Здолбуновский цементно-шиферный комбинат, завод строительных материалов, завод пластмассовых изделий, Специализированное ремонтно-монтажное предприятие «Южукрцемремонт» (ныне — ОАО «Укрцемремонт»); коммунально-бытовые предприятия, открыты новые учреждения: общеобразовательные школы (№ 3, 4, 6, 7), детские сады-ясли (№ 1, 2, 3, 4), городская музыкальная школа, детско-юношеская спортивная школа; функционировали три медицинских учреждения: две клинические больницы — городская и ведомственная железнодорожная больница, в новейшее время их объединили — ныне это Здолбуновская центральная районная больница и Здолбуновская районная поликлиника, и др.
В ходе административно-территориальной реформы в Украине, в 2020 году Здолбуновский район был упразднён, а город стал административным центром Здолбуновской городской общины Ровненского района.

## Население

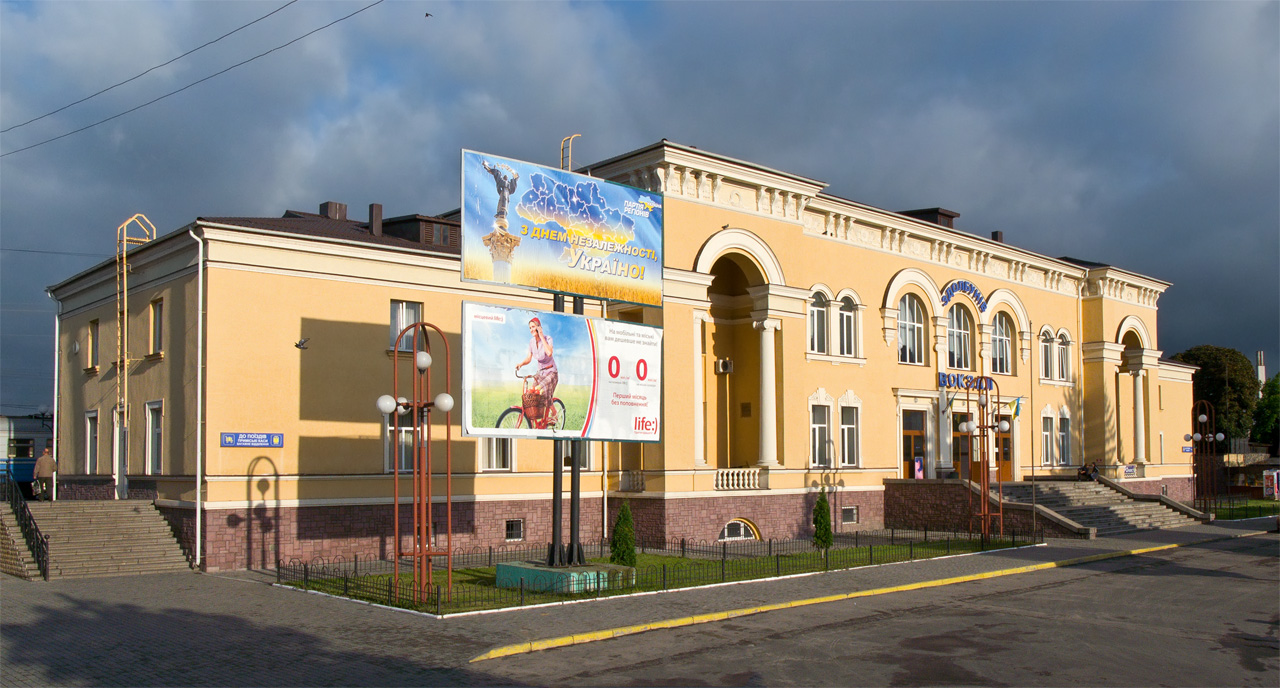
Железнодорожный вокзал

В январе 1959 года численность населения составляла 14 964 человека.
В январе 1989 года численность населения составляла 27 598 человек.
В 2024 году численность населения составляла около 23 тысяч человек.

### Языковой состав
Родной язык населения по данным переписи 2001 года:
| Язык       | Численность, чел. | Доля     |
| ---------- | ----------------- | -------- |
| Украинский | 23 075            | 94,50 %  |
| Русский    | 1 234             | 5,05 %   |
| Другие     | 108               | 0,45 %   |
| Итого      | 24 417            | 100,00 % |

## Храмы Здолбунова
До постройки первого православного храма в Здолбунове его жители являлись прихожанами Свято-Михайловского церкви близлежащего села Здолбици.

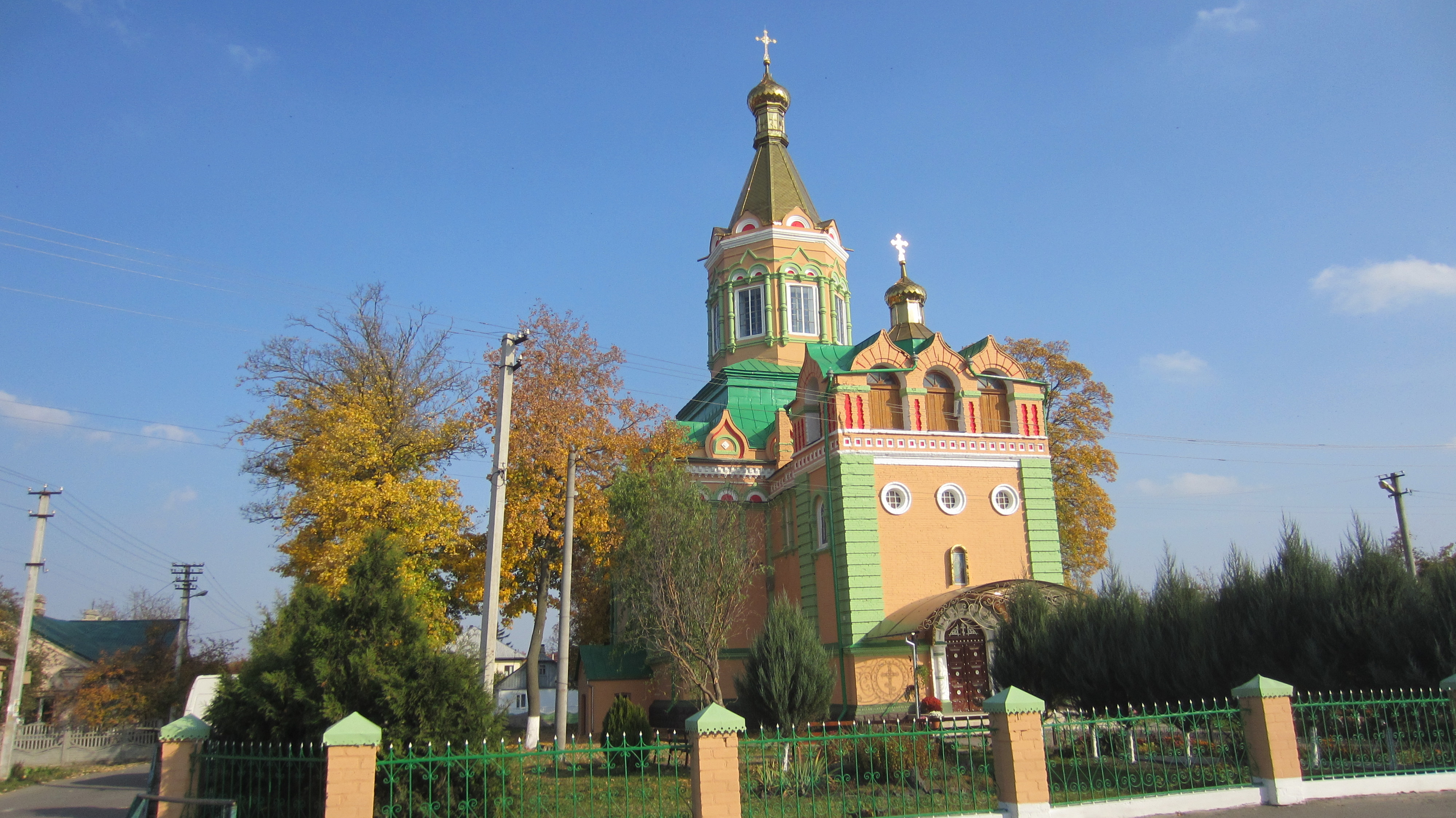
Церковь Святой Екатерины

Начиная с 18 апреля 1892 года — по благословению архиепископа Волынского и Житомирского Модеста, начали сбор народных пожертвований на постройку будущего храма, и через два года была собрана значительная сумма: 14 тыс. 500 рублей, дополнительно — 7 тыс. 500 рублей было дано Управлением железной дороги.
Храм во имя Святой великомученицы Екатерины был заложен и освящён 28 августа 1894 года. Построенный и открытый в 1896 году деревянный Екатерининский храм просуществовал не долго — 17 марта 1910 года он сгорел от пожара. Тогда же всенародно было принято решение построить новый — каменный храм во имя Святой великомученицы Екатерины, и в течение четырёх лет он был построен, освящён в 1914 году. Первоначально храм имел семь куполов: 4 малых купола, по утверждению краеведов, «разобрали в 1940-е годы из-за отсутствия денег на ремонт».

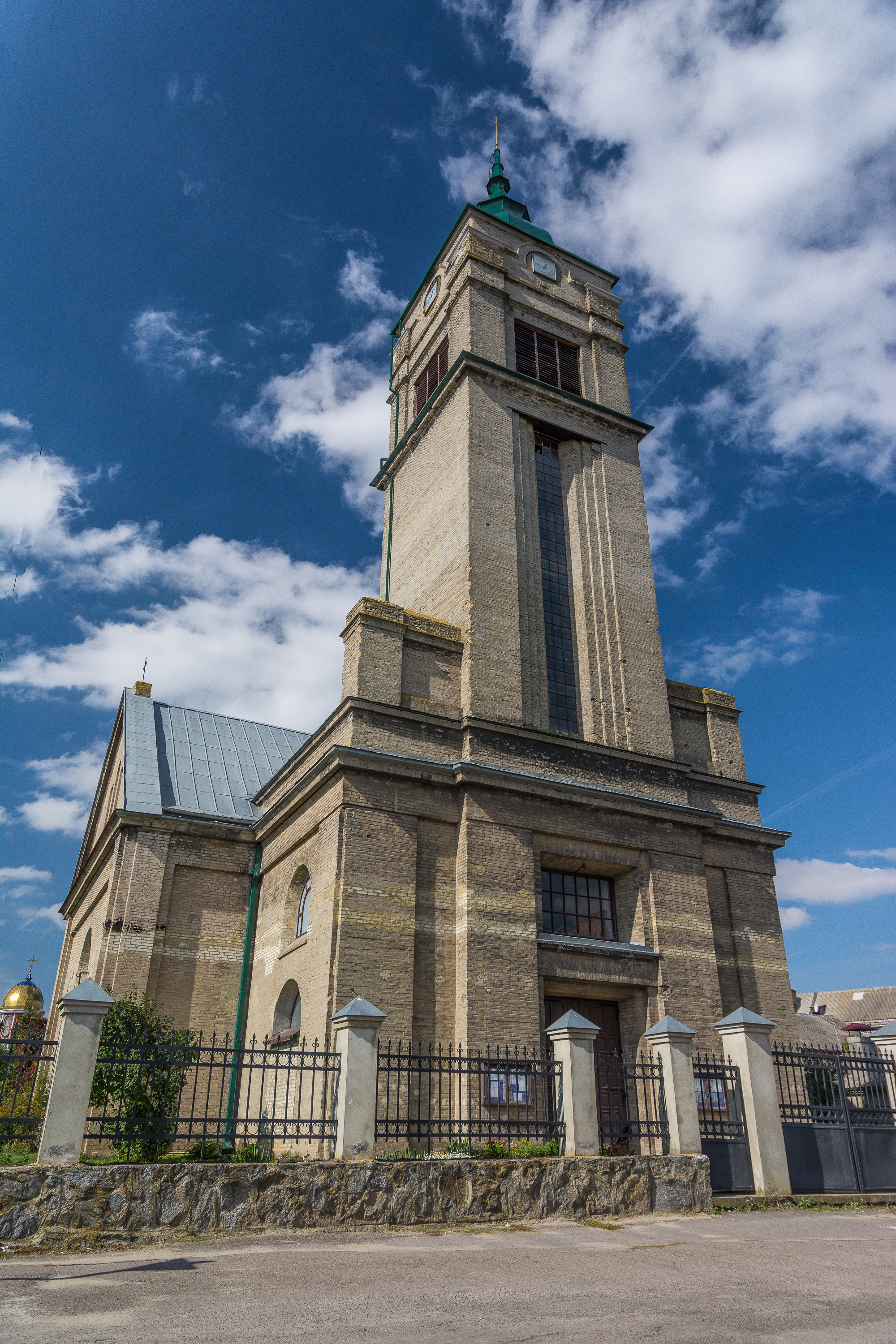
Костел Св. Петра и Павла

Католический храм — костёл во имя Святых апостолов Петра и Павла, в Здолбунове был построен в 1908 году и являлся действующим более полувека. В 1960 году по решению городских властей костёл был закрыт, и отдан под мебельный магазин, который размещался в нём вплоть до 25 декабря 1991 года — прекращения существования советского государства — распада СССР. Лишь в 1992 году власти вернули костёл его прихожанам-католикам, которые несколько десятилетий были лишены возможности посещать свой храм.
В 1913 году — основан Здолбуновский Свято-Успенский мужской монастырь, как местное подворье Почаевской лавры, в подчинении Волынско-Житомирской епархии. В монастыре имелись два деревянных здания: «холодной» и «теплой» церквей. В 1963 году Успенская церковь была закрыта — храмовые помещения были переданы под общественные нужды, в одном здании разместилась Здолбуновская районная детская библиотека и клуб Здолбуновской Общеобразовательной школы № 1; позднее, после реконструкции, в клубе открыли городской Дом пионеров.
В 1997 году на месте Успенской церкви была сооружена часовня, а через шесть лет, по ходатайству общины вновь созданного Петропавловского прихода, началось строительство нового храма, и 23 ноября 2011 года на новопостроенной Здолбуновской церкви Первоверховных Апостолов Петра и Павла был установлен купол.

## Экономика
- Здолбуновский цементный завод
- По состоянию на 2015 год, в городе было зарегистрировано 53 частных предприятия[17].

## Города-побратимы
- Столин, Белоруссия
- Маршалтаун, США[18]

## Известные уроженцы и жители
- Безушко, Валерий Григорьевич (род. 1947) — советский, украинский художник-график, член Союза художников СССР и Союза художников Украины.
- Белоусов, Михаил Игнатьевич (род. 1894 — ум. 1956) — лейтенант Советской Армии, командир стрелкового взвода, снайпер, Герой Советского Союза.
- Долганский, Сергей Николаевич (род. 1974) — украинский футболист, вратарь.
- Лащенков, Сергей Николаевич (род. 1980) — украинский и молдавский футболист, защитник.
- Приходько, Николай Тарасович (род. 1920 — ум. 1943) — советский партизан, Герой Советского Союза (посмертно).